# Liste des monuments historiques de Hoboken
Cette page regroupe l'ensemble des monuments classés du district de Hoboken dans la ville d'Anvers.

## Monuments
| Objet                                                                        | Statut du classement? | Année de construction/architecte | Section communale | Adresse                          | Coordonnées                      | Numéro d'inventaire | Illustration                                                     |
| ---------------------------------------------------------------------------- | --------------------- | -------------------------------- | ----------------- | -------------------------------- | -------------------------------- | ------------------- | ---------------------------------------------------------------- |
| (nl) Neoclassicistische enkelhuizen                                          |                       |                                  | Hoboken           | Antwerpsesteenweg 19             | 51° 10′ 41″ nord, 4° 21′ 04″ est | 11426               | Téléverser                                                       |
| (nl) Neoclassicistische enkelhuizen                                          |                       |                                  | Hoboken           | Antwerpsesteenweg 21             | 51° 10′ 41″ nord, 4° 21′ 04″ est | 11426               | Téléverser                                                       |
| (nl) Neoclassicistische enkelhuizen                                          |                       |                                  | Hoboken           | Antwerpsesteenweg 23             | 51° 10′ 41″ nord, 4° 21′ 04″ est | 11426               | Téléverser                                                       |
| (nl) Neoclassicistische enkelhuizen                                          |                       |                                  | Hoboken           | Antwerpsesteenweg 25             | 51° 10′ 41″ nord, 4° 21′ 04″ est | 11426               | Téléverser                                                       |
| (nl) Neoclassicistische enkelhuizen                                          |                       |                                  | Hoboken           | Antwerpsesteenweg 27             | 51° 10′ 41″ nord, 4° 21′ 04″ est | 11426               | Téléverser                                                       |
| (nl) Neoclassicistische enkelhuizen                                          |                       |                                  | Hoboken           | Antwerpsesteenweg 29             | 51° 10′ 41″ nord, 4° 21′ 04″ est | 11426               | Téléverser                                                       |
| (nl) Neoclassicistische enkelhuizen                                          |                       |                                  | Hoboken           | Antwerpsesteenweg 31             | 51° 10′ 41″ nord, 4° 21′ 04″ est | 11426               | Téléverser                                                       |
| (nl) Enkelhuis in eclectische stijl                                          |                       |                                  | Hoboken           | Antwerpsesteenweg 43             | 51° 10′ 41″ nord, 4° 21′ 06″ est | 11427               | Téléverser                                                       |
| (nl) Landhuis in cottagestijl                                                |                       |                                  | Hoboken           | Antwerpsesteenweg 47             | 51° 10′ 41″ nord, 4° 21′ 09″ est | 11428               | Téléverser                                                       |
| (nl) Neoclassicistisch dubbelhuis                                            |                       |                                  | Hoboken           | Antwerpsesteenweg 55             | 51° 10′ 42″ nord, 4° 21′ 10″ est | 11429               | Téléverser                                                       |
| (nl) Tweegezinswoning                                                        |                       |                                  | Hoboken           | Antwerpsesteenweg 59             | 51° 10′ 42″ nord, 4° 21′ 12″ est | 11430               | Téléverser                                                       |
| (nl) Tweegezinswoning                                                        |                       |                                  | Hoboken           | Antwerpsesteenweg 61             | 51° 10′ 42″ nord, 4° 21′ 12″ est | 11430               | Téléverser                                                       |
| (nl) Enkelhuis                                                               |                       |                                  | Hoboken           | Antwerpsesteenweg 6              | 51° 10′ 39″ nord, 4° 21′ 07″ est | 11431               | Téléverser                                                       |
| (nl) "Alcatel N.V. Bell Telephone Man. Cy"                                   |                       |                                  | Hoboken           | Berkenrodelei 75                 | 51° 10′ 49″ nord, 4° 20′ 51″ est | 11432               | Téléverser                                                       |
| (nl) Enkelhuizen                                                             |                       |                                  | Hoboken           | Berkenrodelei 66                 | 51° 10′ 47″ nord, 4° 21′ 01″ est | 11433               | Téléverser                                                       |
| (nl) Enkelhuizen                                                             |                       |                                  | Hoboken           | Berkenrodelei 68                 | 51° 10′ 47″ nord, 4° 21′ 01″ est | 11433               | Téléverser                                                       |
| (nl) Enkelhuizen                                                             |                       |                                  | Hoboken           | Berkenrodelei 70                 | 51° 10′ 47″ nord, 4° 21′ 01″ est | 11433               | Téléverser                                                       |
| (nl) Enkelhuizen                                                             |                       |                                  | Hoboken           | Berkenrodelei 80                 | 51° 10′ 47″ nord, 4° 21′ 01″ est | 11433               | Téléverser                                                       |
| (nl) Dubbelhuis                                                              |                       |                                  | Hoboken           | Berkenrodelei 92                 | 51° 10′ 50″ nord, 4° 20′ 58″ est | 11434               | Téléverser                                                       |
| (nl) Café "'t Heilig Paeterke", hoekhuis                                     |                       |                                  | Hoboken           | Berkenrodelei 130                | 51° 10′ 55″ nord, 4° 20′ 55″ est | 11435               | Téléverser                                                       |
| (nl) Café "'t Heilig Paeterke", hoekhuis                                     |                       |                                  | Hoboken           | Berkenrodelei 132                | 51° 10′ 55″ nord, 4° 20′ 55″ est | 11435               | Téléverser                                                       |
| (nl) Eengezinswoning                                                         |                       |                                  | Hoboken           | Broydenborglaan 79               | 51° 10′ 13″ nord, 4° 21′ 20″ est | 11436               | Téléverser                                                       |
| (nl) "Kasteel Broydenborg", gezondheidscentrum (centre de santé)             |                       |                                  | Hoboken           | Broydenborglaan 2                | 51° 10′ 21″ nord, 4° 21′ 14″ est | 11437               | (nl) "Kasteel Broydenborg", gezondheidscentrum (centre de santé) |
| (nl) Station Hoboken-Polder                                                  |                       |                                  | Hoboken           | Commandant Van Laethemstraat 152 | 51° 10′ 59″ nord, 4° 20′ 53″ est | 11438               | Téléverser                                                       |
| (nl) Administratief complex van Albitum N.V.                                 |                       |                                  | Hoboken           | Commandant Weynsstraat 85        | 51° 10′ 58″ nord, 4° 21′ 04″ est | 11439               | Téléverser                                                       |
| (nl) Ziekenhuis "Hoge Beuken"                                                |                       |                                  | Hoboken           | Commandant Weynsstraat 165       | 51° 11′ 04″ nord, 4° 21′ 14″ est | 11440               | Téléverser                                                       |
| (nl) Neoclassicistisch dubbelhuis                                            |                       |                                  | Hoboken           | Dokter Coenstraat 8              | 51° 10′ 35″ nord, 4° 21′ 04″ est | 11441               | Téléverser                                                       |
| (nl) Eengezinswoning                                                         |                       |                                  | Hoboken           | Hagelandstraat 42                | 51° 11′ 03″ nord, 4° 21′ 48″ est | 11442               | Téléverser                                                       |
| (nl) "Nijverheidshof", landhuis                                              |                       |                                  | Hoboken           | Heidestraat 18                   | 51° 10′ 24″ nord, 4° 21′ 26″ est | 11443               | Téléverser                                                       |
| (nl) "Nijverheidshof", landhuis                                              |                       |                                  | Hoboken           | Heidestraat 20                   | 51° 10′ 24″ nord, 4° 21′ 26″ est | 11443               | Téléverser                                                       |
| (nl) Eengezinswoning                                                         |                       |                                  | Hoboken           | Jan van de Wervelaan 1           | 51° 11′ 01″ nord, 4° 20′ 25″ est | 11444               | Téléverser                                                       |
| (nl) Twee winkelhuizen in eenheidsbebouwing                                  |                       |                                  | Hoboken           | Kapelstraat 123                  | 51° 10′ 27″ nord, 4° 20′ 43″ est | 11445               | Téléverser                                                       |
| (nl) Twee winkelhuizen in eenheidsbebouwing                                  |                       |                                  | Hoboken           | Kapelstraat 125                  | 51° 10′ 27″ nord, 4° 20′ 43″ est | 11445               | Téléverser                                                       |
| (nl) "Cockerillhof", landhuis                                                |                       |                                  | Hoboken           | Kapelstraat 133                  | 51° 10′ 26″ nord, 4° 20′ 41″ est | 11446               | Téléverser                                                       |
| (nl) Neoclassicistisch winkelhuis                                            |                       |                                  | Hoboken           | Kapelstraat 106                  | 51° 10′ 29″ nord, 4° 20′ 44″ est | 11447               | Téléverser                                                       |
| (nl) Parochiekerk Onze-Lieve-Vrouw Geboorte                                  |                       |                                  | Hoboken           | Kioskplaats 88                   | 51° 10′ 38″ nord, 4° 21′ 03″ est | 11448               | Téléverser                                                       |
| (nl) Dubbelhuis                                                              |                       |                                  | Hoboken           | Kioskplaats 14                   | 51° 10′ 30″ nord, 4° 21′ 05″ est | 11449               | Téléverser                                                       |
| (nl) "Cine Agora"                                                            |                       |                                  | Hoboken           | Kioskplaats 20                   | 51° 10′ 30″ nord, 4° 21′ 05″ est | 11450               | Téléverser                                                       |
| (nl) Neogotische pastorie                                                    |                       |                                  | Hoboken           | Krugerstraat 105                 | 51° 11′ 03″ nord, 4° 22′ 06″ est | 11452               | Téléverser                                                       |
| (nl) Parochiekerk Heilig Hart                                                |                       |                                  | Hoboken           | Krugerstraat 107                 | 51° 11′ 03″ nord, 4° 22′ 04″ est | 11453               | Téléverser                                                       |
| (nl) Stedelijke Muziekacademie                                               |                       |                                  | Hoboken           | Lageweg 141                      | 51° 11′ 03″ nord, 4° 21′ 32″ est | 11454               | Téléverser                                                       |
| (nl) Rijhuis                                                                 | Oui                   |                                  | Hoboken           | Leopoldlei 55                    | 51° 10′ 48″ nord, 4° 21′ 17″ est | 11455               | Téléverser                                                       |
| (nl) Eclectisch landhuis                                                     |                       |                                  | Hoboken           | Leopoldlei 96                    | 51° 10′ 51″ nord, 4° 21′ 15″ est | 11456               | Téléverser                                                       |
| (nl) Eclectisch enkelhuis                                                    |                       |                                  | Hoboken           | Louisalei 5                      | 51° 10′ 38″ nord, 4° 20′ 58″ est | 11457               | Téléverser                                                       |
| (nl) "Gravenhof", herenhuis                                                  |                       |                                  | Hoboken           | Louisalei 7                      | 51° 10′ 36″ nord, 4° 20′ 55″ est | 11458               | Téléverser                                                       |
| (nl) Herenhuis                                                               |                       |                                  | Hoboken           | Louisalei 50                     | 51° 10′ 38″ nord, 4° 20′ 46″ est | 11459               | Téléverser                                                       |
| (nl) Enkelhuis                                                               |                       |                                  | Hoboken           | Louisalei 54                     | 51° 10′ 37″ nord, 4° 20′ 46″ est | 11460               | Téléverser                                                       |
| (nl) Neoclassicisitisch dubbelhuis                                           |                       |                                  | Hoboken           | Louisalei 56                     | 51° 10′ 37″ nord, 4° 20′ 45″ est | 11461               | Téléverser                                                       |
| (nl) Eengezinswoning                                                         |                       |                                  | Hoboken           | Louisalei 78                     | 51° 10′ 35″ nord, 4° 20′ 41″ est | 11462               | Téléverser                                                       |
| (nl) Kasteel Sorghvliedt, thans districthuis                                 | Oui                   |                                  | Hoboken           | Marneflaan 3                     | 51° 10′ 16″ nord, 4° 21′ 11″ est | 11463               | (nl) Kasteel Sorghvliedt, thans districthuis                     |
| (nl) "Meerlenhof" of "Hof van Havenith", thans Stedelijk Pedagogisch centrum |                       |                                  | Hoboken           | Meerlenhoflaan 30                | 51° 10′ 17″ nord, 4° 21′ 23″ est | 11464               | Téléverser                                                       |
| (nl) Vinkenvelden                                                            |                       |                                  | Hoboken           | Moretusstraat 150                | 51° 10′ 11″ nord, 4° 20′ 51″ est | 11465               | Téléverser                                                       |
| (nl) Vinkenvelden                                                            |                       |                                  | Hoboken           | Moretusstraat 152                | 51° 10′ 11″ nord, 4° 20′ 51″ est | 11465               | Téléverser                                                       |
| (nl) Vinkenvelden                                                            |                       |                                  | Hoboken           | Moretusstraat 154                | 51° 10′ 11″ nord, 4° 20′ 51″ est | 11465               | Téléverser                                                       |
| (nl) Vinkenvelden                                                            |                       |                                  | Hoboken           | Moretusstraat 156                | 51° 10′ 11″ nord, 4° 20′ 51″ est | 11465               | Téléverser                                                       |
| (nl) Vinkenvelden                                                            |                       |                                  | Merksem           | Paul Henri Spaaklaan 1           | 51° 10′ 11″ nord, 4° 20′ 51″ est | 11465               | Téléverser                                                       |
| (nl) Vinkenvelden                                                            |                       |                                  | Merksem           | Paul Henri Spaaklaan 3           | 51° 10′ 11″ nord, 4° 20′ 51″ est | 11465               | Téléverser                                                       |
| (nl) "Molenschool" 1907                                                      |                       |                                  | Hoboken           | Onderwijzersstraat 5             | 51° 10′ 23″ nord, 4° 21′ 47″ est | 11466               | Téléverser                                                       |
| (nl) "Molenschool" 1907                                                      |                       |                                  | Hoboken           | Onderwijzersstraat 7             | 51° 10′ 23″ nord, 4° 21′ 47″ est | 11466               | Téléverser                                                       |
| (nl) "Molenschool" 1907                                                      |                       |                                  | Hoboken           | Onderwijzersstraat 9             | 51° 10′ 23″ nord, 4° 21′ 47″ est | 11466               | Téléverser                                                       |
| (nl) Fort VIII                                                               | Oui                   |                                  | Hoboken           | Schansstraat                     | 51° 09′ 53″ nord, 4° 20′ 53″ est | 11468               | (nl) Fort VIII                                                   |
| (nl) Officierengebouw, dubbelhuis                                            |                       |                                  | Hoboken           | Schansstraat 7                   | 51° 10′ 02″ nord, 4° 20′ 58″ est | 11469               | Téléverser                                                       |
| (nl) Enkelhuizen, o.a. de "Villa Marina"                                     |                       |                                  | Hoboken           | Schansstraat 8                   | 51° 10′ 06″ nord, 4° 20′ 49″ est | 11470               | Téléverser                                                       |
| (nl) Enkelhuizen, o.a. de "Villa Marina"                                     |                       |                                  | Hoboken           | Schansstraat 10                  | 51° 10′ 06″ nord, 4° 20′ 49″ est | 11470               | Téléverser                                                       |
| (nl) "Hof ter Heide", landhuis                                               |                       |                                  | Hoboken           | Steynstraat 140                  | 51° 10′ 49″ nord, 4° 21′ 44″ est | 11471               | Téléverser                                                       |
| (nl) Woning Van den Brande                                                   |                       |                                  | Hoboken           | Van Amstelstraat 88              | 51° 10′ 19″ nord, 4° 21′ 05″ est | 11472               | Téléverser                                                       |
| (nl) Scheepstimmerwerven                                                     |                       |                                  | Hoboken           | Leo Bosschartlaan 1              | 51° 10′ 22″ nord, 4° 20′ 03″ est | 83591               | Téléverser                                                       |

## Ensembles architecturaux
| Objet                              | Statut du classement? | Année de construction/architecte | Section communale | Adresse | Coordonnées | Numéro d'inventaire | Illustration |
| ---------------------------------- | --------------------- | -------------------------------- | ----------------- | --- | ----------- | ------------------- | ------------ |
| (nl) Tuinwijk, Heike               |                       |                                  | Hoboken           | Dillesstraat 69-73 Drossaardplein 1-23 Genachtenstraat 1-29 en 2-18 Hobeuchemstraat 1-25 en 2-38 Steynstraat 234-252 |             | 20666               | Téléverser   |
| (nl) Sociale woonwijk, Klein Heide |                       |                                  | Hoboken           | Alfred Nobellaan 1-13 en 20-22 Folke Bernadottelaan 1-27 en 2-50 Gandhilaan 1-23 en 40 Robert Schumanlaan 2-16 |             | 20667               | Téléverser   |
| (nl) Tuinwijk, Moretusburg         |                       |                                  | Hoboken           | Achturendagstraat 1-63 en 2-28 Baron Sadoinestraat 19-31 en 32-34 Columbusstraat 6 Constantin Meunierplein 1-33 Curiestraat 2-42 Drogedokstraat 2-16 Edisonstraat 1-19 en 2-20 Grammestraat 1-17 en 2-30 Grotebaan 19-43 en 26-46 Kaarderstraat 19-23 Karel Van de Woestijnestraat 1-17 en 2-22 Lieven Bauwensstraat 1-11 Maalbootstraat 15-35 en 16-52 Scheldevrijstraat 1-105 en 2-80 Standbeeldstraat 1-3 en 2-12 Stephensonstraat 6-26 en 23-35 Vooruitgangstraat 2-8 Wolplein 7-12 |             | 20668               | Téléverser   |